# Frank Mertens
Frank Mertens (vlastním jménem Frank Sorgatz, * 26. října 1961 Enger) je bývalý německý hudebník. Byl členem německé synthpopové skupiny Alphaville. Je známý pro hraní melodických linií na klávesách. Je to plachý a tichý člověk, který nerad mluví. V prosinci 1984 opustil kapelu, protože nerad vystupoval na veřejnosti. V roce 1991 se Mertens přestěhoval do Paříže, kde studoval umění a v roce 1996 zahájil, ale nikdy nedokončil hudební projekt Maelstorm.